# Als ik boven op de Dom kom
Als ik boven op de Dom kom is een lied van de Nederlandse zanger/komiek Rijk de Gooyer. Het werd in 1956 uitgebracht. Later werd het herbewerkt uitgebracht door zijn eveneens uit de stad Utrecht afkomstige collega Herman Berkien. Het raakte daardoor bekend onder de noemer Als ik boven op de Dom sta.
In het Stads-Utrechts wordt de liefde voor de stad bezongen en komt onder meer de Domtoren langs. Het lied geldt, samen met Uterech mu stad van Berkien, als het officieuze Utrechtse volkslied.
Naast De Gooyer en Berkien zouden nog diverse anderen het lied gaan vertolken, waaronder Herman van Veen. In 2003 nam de rockband Carrera het nummer op voor het album Freaky deaky Dutch. De Gooyer figureerde in een videoclip van deze uitvoering.